# Herb Ellis
Mitchell Herbert "Herb" Ellis (født 4. august 1921 i Farmersville, Texas - død 28. marts 2010 i Los Angeles, Californien, USA) var en amerikansk jazzguitarist.
Ellis er nok mest kendt som guitarist fra Oscar Peterson´s trio (1953-1958). Han har ligeledes spillet med Ray Brown, Ella Fitzgerald, Ben Webster, Stan Getz, Nat King Cole, Louis Armstrong, Dizzy Gillespie, Harry Edison, Roy Eldridge, Sonny Stitt, Lester Young, Buddy Rich, Benny Carter, Coleman Hawkins og var medlem af Norman Granz Jazz at the Philharmonic grupper. Ellis har også indspillet duo indspilninger med bl.a. Red Mitchell og Jimmy Giuffre. Han hører til bl.a. datidens mest benyttede guitarister i jazzen.

## Udvalgt Diskografi
- Ellis in Wonderland (1956)
- Nothing but the Blues (1957)
- Man with the Guitar (1965)
- Herb Ellis and the All Stars (1974)
- Herb Ellis Meets Jimmy Giuffre (1959) - med Jimmy Giuffre
- Vancouver 1958 (2003) - med oscar Peterson
- Hello Herbie (1970) - med Oscar Peterson
- Jazz at the Philharmonic Blues in Chicago 1955 - med Oscar Peterson
- Oscar Peterson Plays Count Basie (1956) - med Oscar Peterson
- Oscar Peterson at the Stratford Shakespearean Festival (1956) - med Oscar Peterson
- The Oscar Peterson Trio with Sonny Stitt, Roy Eldridge and Jo Jones at Newport (1957) - med oscar Peterson
- Oscar Peterson at the Concertgebouw (1957) - med Oscar Peterson
- The Legendary Oscar Peterson Trio Live at the Blue Note (1990) - med Oscar Peterson
- Stan Getz and the Oscar Peterson Trio (1958) med Stan Getz og Oscar Peterson
- Diz and Getz (1953) med Dizzy Gillespie og Stan getz
- For Musicians Only (1956) - med Dizzy Gillespie og Stan Getz
- Roy and Diz (1954) - med Roy Eldridge og Dizzy Gillespie
- Soulville (1957) - med Ben Webster

## Eksterne Henvisninger
- om Herb Ellis